# Zinka
Zinka je  žensko osebno ime.

## Izvor imena
Ime Zinka je skrajšana oblika imena Terezija.

## Različice imena
Zia, Terezija, Terezina, Terezinka, Zdenka, Zena, Zenadija, Zenaida, Zenka, Zina, Zinaida, Zinadija

## Pogostost imena
Po podatkih Statističnega urada Republike Slovenije je bilo na dan 31. decembra 2007 v Sloveniji število ženskih oseb z imenom Zinka: 379.

## Osebni praznik
V koledarju je ime Zina uvrščeno k imeni Terezija; god praznuje 15. oktobra.